# Beniamino Carelli
Beniamino Carelli (Nàpols, 9 de maig de 1833 – idem. 14 de febrer de 1921) fou un celebrat cantant, pedagog i compositor italià. Era pare de Emma (soprano) i d'Augusto (pintor).
Fou deixeble de Mercadante en el Liceu Musical de Nàpols, i també molt conegut com a mestre de cant. Apassionat de l'art i la literatura, convertí casa seva en una espècie de saló intel·lectual, al que hi acudien personalitats de renom, com la poetessa Matilde Serao i el tenor Fernando de Lucia.